# 仁賀保本荘道路
仁賀保本荘道路（にかほほんじょうどうろ）は、秋田県にかほ市の仁賀保ICから秋田県由利本荘市の本荘ICに至る総延長12.5 kmの自動車専用道路である。

## 概要
日本海沿岸東北自動車道に並行する一般国道自動車専用道路（国道7号）として整備され、2007年9月17日に両前寺仮出入口 - 本荘IC間 (11.2 km)、2012年10月27日に仁賀保IC - 両前寺仮出入口間 (1.3 km) がそれぞれ開通し、全線開通となった。本荘IC以北は日本海東北自動車道に連続し、一般には仁賀保本荘道路ではなく日本海東北自動車道として案内している。

### 路線データ
- 総延長 : 12.5 km
- 起点 : 秋田県にかほ市両前寺字家ノ裏22番1地先（仁賀保インターチェンジ）[1]
- 終点 : 秋田県由利本荘市二十六木根木田地内（本荘インターチェンジ）[1]

## インターチェンジなど
- 英略字は以下の項目を示す。
IC：インターチェンジ、JCT：ジャンクション、SA：サービスエリア、PA：パーキングエリア、BS：バスストップ

| IC 番号                              | 施設名         | 接続路線名 | 河辺JCT から （km） | BS | 備考               | 所在地 | 所在地     | 所在地     |
| ------------------------------------ | -------------- | ---------- | ------------------- | -- | ------------------ | ------ | ---------- | ---------- |
| E7 象潟仁賀保道路                    |                |            |                     |    |                    |        |            |            |
| 13                                   | 仁賀保IC       | 国道7号    | 50.8                |    |                    | 秋田県 | にかほ市   | にかほ市   |
| -                                    | 両前寺仮出入口 | 国道7号    | 49.5                |    | 2012年10月27日廃止 | 秋田県 | にかほ市   | にかほ市   |
| -                                    | 西目PA         | -          | 44.5                |    |                    | 秋田県 | 由利本荘市 | 由利本荘市 |
| 14                                   | 本荘IC         | 国道107号  | 38.3                |    |                    | 秋田県 | 由利本荘市 | 由利本荘市 |
| E7 日本海東北自動車道 河辺・秋田方面 |                |            |                     |    |                    |        |            |            |